# Olympische Sommerspiele 2008/Teilnehmer (Äthiopien)
| Gelbes Symbol für Goldmedaillen mit stilisierten Olympischen Ringen | Graues Symbol für Silbermedaillen mit stilisierten Olympischen Ringen | Braundes Symbol für Bronzemedaillen mit stilisierten Olympischen Ringen |
| ------------------------------------------------------------------- | --------------------------------------------------------------------- | ----------------------------------------------------------------------- |
| 4                                                                   | 2                                                                     | 1                                                                       |

Äthiopien nahm an den Olympischen Sommerspielen 2008 in der chinesischen Hauptstadt Peking mit 27 Athleten, 13 Frauen und 14 Männern, in einer Sportart teil.
Seit 1956 war es die elfte Teilnahme eines äthiopischen Teams bei Olympischen Sommerspielen.

## Flaggenträger
Der Langstreckenläufer Miruts Yifter trug die Flagge Äthiopiens während der Eröffnungsfeier im Nationalstadion; bei der Schlussfeier wurde sie von Kenenisa Bekele getragen.

## Medaillen
Mit vier gewonnenen Gold-, einer Silber- und zwei Bronzemedaillen belegte das äthiopische Team Platz 18 im Medaillenspiegel.

### Medaillengewinner

#### Gold
| Name            | Sportart       | Wettkampf    |
| --------------- | -------------- | ------------ |
| Tirunesh Dibaba | Leichtathletik | 5000 Meter   |
| Tirunesh Dibaba | Leichtathletik | 10.000 Meter |
| Kenenisa Bekele | Leichtathletik | 5000 Meter   |
| Kenenisa Bekele | Leichtathletik | 10.000 Meter |

#### Silber
| Name           | Sportart       | Wettkampf    |
| -------------- | -------------- | ------------ |
| Meseret Defar  | Leichtathletik | 5000 Meter   |
| Sileshi Sihine | Leichtathletik | 10.000 Meter |

### Bronze
| Name          | Sportart       | Wettkampf |
| ------------- | -------------- | --------- |
| Tsegay Kebede | Leichtathletik | Marathon  |

## Teilnehmer nach Wettkämpfen

### Leichtathletik
- 1500 Meter
  - Frauen
    - Gelete Burka – Vorlauf 2: 4:15,77 min, Platz 6, nicht für die Halbfinalläufe qualifiziert
    - Meskerem Assefa – Vorlauf 3: 4:10,04 min, Platz 10, nicht für die Halbfinalläufe qualifiziert

  - Männer
    - Deresse Mekonnen – Vorlauf 1: 3:36,22 min, Platz 5; Halbfinale 2: 3:37,85 min, Platz 6, nicht für das Finale qualifiziert
    - Demma Daba – Vorlauf 3: 3:37,78 min, Platz 8, nicht für die Halbfinalläufe qualifiziert
    - Mulugeta Wendimu – Vorlauf 4: 3:36,67 min, Platz 7; Halbfinale 1: 3:40,16 min Platz 10, nicht für das Finale qualifiziert

- 5000 Meter
  - Frauen
    - Tirunesh Dibaba – Vorlauf 1: 15:09,89 min, Platz 1; Finale: 15:41,40 min Platz 1 
    - Meseret Defar – Vorlauf 2: 14:56,32 min, Platz 1; Finale: 15:44,12 min Platz 2 
    - Meselech Melkamu – Vorlauf 1: 15:11,21 min, Platz 4; Finale: 15:49,03 min Platz 8

  - Männer
    - Kenenisa Bekele – Vorlauf 3: 13:40,13 min, Platz 3; Finale: 12:57,82 min (OR) Platz 1 
    - Abreham Cherkos – Vorlauf 2: 13:47,60 min, Platz 3; Finale: 13:16,46 min Platz 5
    - Tariku Bekele – Vorlauf 1: 13:37,63 min, Platz 3; Finale: 13:19,06 min Platz 6

- 10.000 Meter
  - Frauen
    - Tirunesh Dibaba – 29:54,66 min (OR; AR) Platz 1 
    - Ejegayehu Dibaba – 31:22,18 min Platz 13
    - Mestawet Tufa – Rennen nicht beendet

  - Männer
    - Kenenisa Bekele – 27:01,17 min (OR) Platz 1 
    - Sileshi Sihine – 27:02,77 min Platz 2 
    - Haile Gebrselassie – 27:06,68 min Platz 6

- Marathon
  - Frauen
    - Dire Tune – 2:31:16 h Platz 15
    - Berhane Adere – Rennen nicht beendet
    - Gete Wami – Rennen nicht beendet

  - Männer
    - Tsegay Kebede 2:10:00 h Platz 3 
    - Deriba Merga – 2:10:21 h Platz 4
    - Gashaw Asfaw – 2:10:52 h Platz 7

- 3000 m Hindernis
  - Frauen
    - Zemzem Ahmed – Vorlauf 3: 9:25,63 min (PB), Platz 4; Finale: 9:17,85 min (NR) Platz 7
    - Sofia Assefa – Vorlauf 2: 9:47,02 min, Platz 8, nicht für das Finale qualifiziert
    - Mekdes Bekele – Vorlauf 1: 9:41,43 min, Platz 9, nicht für das Finale qualifiziert

  - Männer
    - Yacob Jarso – Vorlauf 2: 8:16,88 min (PB), Platz 1; Finale: 8:13,47 min (NR; PB) Platz 4
    - Nahom Mesfin – Vorlauf 1: 8:23,82 min, Platz 5, nicht für das Finale qualifiziert
    - Roba Gari – Vorlauf 3: 8:28,27 min, Platz 8, nicht für das Finale qualifiziert